# Рейд на Шуазёль
Рейд на Шуазёль — одна из операций армий США и Австралии в ходе Тихоокеанской кампании Второй мировой войны. Происходила 28 октября — 3 ноября 1943 года на острове Шуазёль на севере архипелага Соломоновы острова.

## Предыстория
Запланировав на 1 ноября высадку в заливе Императрицы Августы, американское командование задумало также несколько шагов, чтобы отвлечь внимание японцев. Одним из таких шагов должен был стать диверсионный рейд на остров Шуазёль, для осуществления которого был выделен усиленный парашютный батальон морской пехоты под командованием подполковника Виктора Крулака. Их задачей было устроить как можно больше беспорядка, создав тем самым впечатление высадки крупных сил для захвата острова с целью атаки Бугенвиля с востока. Им должны были помочь австралийские разведчики и население острова. В качестве информационного прикрытия штаб Хэлси запланировал на 30 октября публикацию в газетах информации о десанте с воздуха на Шуазёль.

## Операция
В ночь с 27 на 28 октября 4 десантных транспорта в сопровождении эсминца «Конвей» достигли острова. В 1.00 батальон произвёл высадку и направился вглубь острова, чтобы укрыться в холмах, в месте указанном местными жителями, и устроить там базу. Небольшой отряд отправился севернее, чтобы организовать фальшивое место высадки.
По данным разведки на острове находилось 3-4 тысячи солдат. Однако, в основном, это были различные подразделения, ранее эвакуированные из других мест, и размещённые в небольших лагерях по всему острову. Было намечено две основных цели — база катеров к юго-востоку возле деревни Сангигай (150—200 человек личного состава), и форпост на севере острова, близ реки Уорриор.
30 октября Крулак силами двух рот, усиленных пулемётным и миномётным подразделениями, атаковал базу катеров к юго-востоку. Ранее, по запросу подполковника, силами 12 бомбардировщиков по базе был нанесён авиаудар, было сброшено порядка двух тонн бомб, а непосредственно перед атакой парашютисты обстреляли позиции противника из миномётов. Всё завершилось полным разгромом японцев, оставивших на поле боя порядка 70 убитых. С американской стороны было 6 убитых и 12 раненых, в том числе был ранен осколком и подполковник Крулак. На вражеской базе были захвачены важные документы, в том числе карты минных полей вокруг острова Бугенвиль. Затем морские пехотинцы разрушили всё, что оставалось целым после бомбёжки и обстрела, и вернулись на базу.
1 ноября морские пехотинцы в составе неполной роты во главе с заместителем командира батальона майором Уорнером Биггером погрузились в лодки и прошли вдоль побережья к северной части острова с целью уничтожить катера в бухте Шуазёль и обстрелять позиции на близлежащем островке Гаппи. Высадившись у устья реки Уорриор, Биггер замаскировал лодки на берегу, оставил при них подразделение прикрытия и ротную рацию, и стал продвигаться вглубь острова. Однако, вскоре обнаружилось, что местные проводники плохо знакомы с этой частью острова и сбились с пути. Биггер решил остановиться на ночёвку в джунглях, послав одно отделение к месту своей высадки, чтобы доложить о ситуации по радио.
Утром 2 ноября подразделение прикрытия столкнулось с японцами, после перестрелки пехотинцы отступили на лодках к базе и доложили обо всём командиру. Тот, опасаясь, что Биггер может оказаться отрезан, запросил в штабе поддержку и приказал лодкам возвращаться к устью Уорриора.
Биггер же со своими основными силами продолжил движение и обстрелял из миномётов островок Гаппи. В 16.00 они вернулись к реке, собираясь отплыть на лодках к базе. Не обнаружив лодок и столкнувшись силами противника, Биггер был вынужден вступить в бой. Наконец, после полуторачасовой перестрелки, прибыли лодки и морские пехотинцы под вражеским огнём погрузились в них и отплыли в направлении своей базы. На этом их неприятности не закончились, одна из лодок оказалась повреждена подводным рифом, а вскоре на ней отказал двигатель. Однако, вскоре прибыла запрошенная Крулаком поддержка в виде двух торпедных катеров (одним из которых командовал лейтенант Джон Ф. Кеннеди) и трёх самолётов, прикрывших отступление. Ротой Биггера было уничтожено порядка 40 солдат противника. Потери американской стороны составили 4 убитых и 1 раненый.
Тем временем, японцы начали понимать, что силы американцев на острове не так уж велики. Осознав это, а также неминуемость поражения при прямом противостоянии крупному гарнизону острова, 2 ноября Крулак направил в штаб запрос об эвакуации. Поскольку высадка в заливе Императрицы Августы уже состоялась, командование решило признать задачу подполковника выполненной, а дальнейшее продолжение операции бессмысленной тратой сил.
Ночью 3 ноября батальон, предварительно оставив на месте пребывания множество мин-ловушек, погрузился на прибывшие три десантных корабля и покинул остров.

## Итоги
Ценой сравнительно малых потерь батальон Крулака сумел нанести значительный ущерб японским силам. Кроме того, батальон в критический момент отвлёк на себя внимание японского командования — с Шортленда на Шуазёль были переброшены войска. Также большое значение имели добытые сведения о минных полях около Бугенвиля. Генерал Рой Гейгер охарактеризовал эту операцию следующими словами:

…серия коротких ударов с правой, чтобы выбить противника из равновесия и прикрыть предстоящий сокрушительный левый хук в корпус в заливе Императрицы Августы.
Оригинальный текст (англ.)
…a series of short right jabs designed to throw the enemy off balance and conceal the power of the left hook to his mid-riff at Empress Augusta Bay.